# Somatidia latula
Somatidia latula är en skalbaggsart som beskrevs av Thomas Broun 1893. Somatidia latula ingår i släktet Somatidia och familjen långhorningar. Inga underarter finns listade i Catalogue of Life.